# Alexandros Sakellariou
Alexandros Sakellariou (in greco Αλέξανδρος Σακελλαρίου?; Mandra, 1º gennaio 1887 – Atene, 7 luglio 1982) è stato un ammiraglio e politico greco.
Combatté nelle Guerre balcaniche, e fu Capo di Stato Maggiore, Ministro della Marina e Vice Primo Ministro di Grecia durante la seconda guerra mondiale.

## Biografia
Nacque a Mandra nel 1887, ed entrò nell'Accademia Navale nel 1902, brevettandosi ufficiale nel 1906. Servì nella Vasilikòn Naftikòn ellenica durante la prima (ottobre 1912-maggio 1913) e la seconda guerra balcanica (giugno-luglio 1913), sotto gli ordini dell'ammiraglio Pavlos Kountouriotis.
Prestò servizio anche durante la prima guerra mondiale fino al 1918, quando fu allontanato dal servizio perché considerato realista durante lo Grande Divisione del 1917. Come con molti altri ufficiali realisti ritornò in servizio attivo durante gli anni Venti. Promosso contrammiraglio comandò le forze navali che furono inviate a sopprimere le ribellione di alcuni equipaggi delle navi che presero parte al tentativo di colpo di stato del marzo 1935 organizzato da Venizelos nel tentativo di frenare l'ascesa del Partito popolare di orientamento filomonarchico. Dopo aver represso la rivolta fu presidente della Corte marziale che giudicò gli ufficiali ammutinati, venendo in seguito promosso a Comandante in Capo della Flotta.
Ricoprendo tale incarico giocò un ruolo chiave nell'incruento colpo di stato del 10 ottobre 1935, organizzato dal generale Georgios Kondylis, che mise rapidamente fine alla Seconda Repubblica ellenica, ripristinando la monarchia. Il 12 gennaio 1937, con il grado di viceammiraglio, fu nominato Capo di Stato Maggiore della Marina reale, ricoprendo tale incarico durante la seconda guerra mondiale. Durante la fase della neutralità greca (settembre 1939-ottobre 1940) mantenne un attaggiamento filotedesco, che cambiò all'inizio del luglio 1940. I ripetuti incidenti tra aerei italiani e navi greche, l'affondamento del vecchio incrociatore protetto Helli da parte di un sommergibile italiano mentre era ancorato presso l'isola di Tino, e l'atteggiamento anglofilo tenuto dal Capo di Stato Maggiore dell'esercito, generale Alexander Papagos, portarono ad un cambiamento nell'atteggiamento tenuto fino ad allora dal Capo di stato maggiore della marina greca.
Diresse le operazioni navali durante la guerra con l'Italia, iniziata il 28 ottobre, e durante le fasi dell'intervento britannico in Grecia. Fu Ministro della Marina sotto il governo di Alexandros Koryzis, e dopo il suicidio di quest'ultimo, avvenuto il 18 aprile 1941 durante l'invasione tedesca, il 20 aprile Re Giorgio II lo incaricò di formare un nuovo governo di unità nazionale. Nominò primo ministro Emmanouil Tsouderos, riservandosi per sé nuovamente la carica di Ministro della Marina, sostituendo l'ammiraglio Epameinondas Kavvadias.
Nell'aprile 1941, seguito alla rapida avanzata della Wehrmacht intervenuta in aiuto degli italiani, ed al fine di sottrarre le navi all'offensiva aerea della Luftwaffe, ordinò alla flotta di salpare dai porti greci per raggiungere l'Egitto da dove avrebbero continuato a combattere accanto alle navi alleate. Più tardi arrivarono ad Alessandria d'Egitto, con un breve intermezzo a Creta, anche Re Giorgio II e il primo ministro Tsouderos, formando un governo in esilio con sede dapprima a Il Cairo, e poi a Londra. Sakellariou si dimise dalla carica di Vice Primo Ministro e Ministro della Marina il 2 maggio 1942, rimanendo al comando della flotta fino alla fine della guerra di liberazione. Il primo ministro del governo greco in esilio Geōrgios Papandreou rientrò in patria già il 16 ottobre 1944, quando l'incrociatore corazzato Georgios Averoff si ancorò nella baia di Falero, vicino ad Atene.
Il 1º settembre 1946, con le prime elezioni amministrative avvenute dopo la fine della guerra, fu eletto in parlamento per la prefettura dell'Attica e Beozia nelle file del Panhellenic National Party. Il 1º luglio 1947, come ricompensa per il ruolo svolto durante la seconda guerra mondiale venne insignito della più alta decorazione greca, la Croce al Valore. Il 29 agosto 1947 fu nominato Ministro per gli Approvvigionamenti e della Marina Mercantile nel cabinetto Tsaldaris III.
Nel successivo governo Sophoulis I ricoprì nuovamente l'incarico di Ministro della Marina (fino al 18 novembre 1948).
Tra il 1951 e il 1952, sotto il governo Plastiras II, ricoprì l'incarico di Ministro della Difesa, rassegnando le proprie dimissioni il 31 marzo 1952. Si spense nel 1982.